# جيل باترسون
جيل باترسون (بالإنجليزية: Gil Patterson)‏ هو لاعب كرة قاعدة أمريكي، ولد في 5 سبتمبر 1955 في فيلادلفيا في الولايات المتحدة.

## وصلات خارجية
- جيل باترسون على موقعبيزبول رفرنس.كوم (الدوري الرئيسي) (الإنجليزية)
- جيل باترسون على موقعبيزبول رفرنس.كوم (الدوري الثانوي) (الإنجليزية)